# خیورخیور
خیورخیور (به لاتین: Khyurekhyur) یک منطقهٔ مسکونی در روسیه است که در شهرستان کوراخسکی واقع شده‌است.